# Liste der irischen Fußballmeister

Logo der League of Ireland

Die Liste der irischen Fußballmeister führt alle Meister, Vizemeister und Drittplatzierten seit der Gründung der League of Ireland im Jahre 1921 auf. Seit einer Ligareform im Jahre 1985 ist der Sieger der League of Ireland Premier Division irischer Meister. Bis 2003 verlief eine Saison im irischen Fußball vom Spätsommer bis zum Frühling. Danach wurde die Meisterschaft auf das Kalenderjahr umgestellt.
Rekordmeister sind die Shamrock Rovers mit 21 Meistertiteln vor dem Dundalk FC und dem Shelbourne FC mit jeweils 14 Meisterschaften. Der Shelbourne FC ist darüber hinaus amtierender Meister. Eine Besonderheit stellt der zweimalige Meister Derry City dar. Dieser Club ist in Nordirland zu Hause und gehört seit 1985 der League of Ireland an. Die Shamrock Rovers halten den Rekord für die meisten Meisterschaften in Folge. Gleich zweimal gelang es ihnen, viermal in Folge Meister zu werden. Das erste Mal zwischen 1984 und 1987 und dann zwischen 2020 und 2023. 
18 Mal konnte ein Verein das Double aus Meisterschaft und Pokal gewinnen. Auch hier führen die Shamrock Rovers mit sechs Doubles. Zweimal konnte ein Aufsteiger auf Anhieb die Meisterschaft gewinnen: Die Shamrock Rovers in der Saison 1922/23 und St Patrick’s Athletic in der Saison 1951/52. Insgesamt konnten bislang 18 verschiedene Vereine eine irische Meisterschaft feiern. Dagegen sind die Finn Harps mit dreimal Vizemeisterschaften der erfolgreichste Verein, der nie Meister wurde.

## Liste
| Saison  | Meister                   | Zweiter               | Dritter               |
| ------- | ------------------------- | --------------------- | --------------------- |
| 1921/22 | St. James’s Gate FC (1)   | Bohemians Dublin      | Shelbourne FC         |
| 1922/23 | Shamrock Rovers (1)       | Shelbourne FC         | Bohemians Dublin      |
| 1923/24 | Bohemians Dublin (1)      | Shelbourne FC         | Jacobs FC             |
| 1924/25 | Shamrock Rovers (2)       | Bohemians Dublin      | Shelbourne FC         |
| 1925/26 | Shelbourne FC (1)         | Shamrock Rovers       | Fordsons FC           |
| 1926/27 | Shamrock Rovers (3)       | Shelbourne FC         | Bohemians Dublin      |
| 1927/28 | Bohemians Dublin (2)      | Shelbourne FC         | Shamrock Rovers       |
| 1928/29 | Shelbourne FC (2)         | Bohemians Dublin      | Shamrock Rovers       |
| 1929/30 | Bohemians Dublin (3)      | Shelbourne FC         | Shamrock Rovers       |
| 1930/31 | Shelbourne FC (3)         | Dundalk FC            | Bohemians Dublin      |
| 1931/32 | Shamrock Rovers (4)       | Cork FC               | Waterford FC          |
| 1932/33 | Dundalk FC (1)            | Shamrock Rovers       | Shelbourne FC         |
| 1933/34 | Bohemians Dublin (4)      | Cork FC               | Shamrock Rovers       |
| 1934/35 | Dolphin FC (1)            | St. James’s Gate FC   | Sligo Rovers          |
| 1935/36 | Bohemians Dublin (5)      | Dolphin FC            | Cork FC               |
| 1936/37 | Sligo Rovers (1)          | Dundalk FC            | Waterford FC          |
| 1937/38 | Shamrock Rovers (5)       | Waterford FC          | Dundalk FC            |
| 1938/39 | Shamrock Rovers (6)       | Sligo Rovers          | Dundalk FC            |
| 1939/40 | St. James’s Gate FC (2)   | Shamrock Rovers       | Sligo Rovers          |
| 1940/41 | Cork United (1)           | Waterford FC          | Bohemians Dublin      |
| 1941/42 | Cork United (2)           | Shamrock Rovers       | Shelbourne FC         |
| 1942/43 | Cork United (3)           | Dundalk FC            | Drumcondra FC         |
| 1943/44 | Shelbourne FC (4)         | Limerick FC           | Shamrock Rovers       |
| 1944/45 | Cork United (4)           | Limerick FC           | Shamrock Rovers       |
| 1945/46 | Cork United (5)           | Drumcondra FC         | Waterford FC          |
| 1946/47 | Shelbourne FC (5)         | Drumcondra FC         | Shamrock Rovers       |
| 1947/48 | Drumcondra FC (1)         | Dundalk FC            | Shelbourne FC         |
| 1948/49 | Drumcondra FC (2)         | Shelbourne FC         | Dundalk FC            |
| 1949/50 | Cork Athletic (1)         | Drumcondra FC         | Shelbourne FC         |
| 1950/51 | Cork Athletic (2)         | Sligo Rovers          | Drumcondra FC         |
| 1951/52 | St Patrick’s Athletic (1) | Shelbourne FC         | Shamrock Rovers       |
| 1952/53 | Shelbourne FC (6)         | Drumcondra FC         | Shamrock Rovers       |
| 1953/54 | Shamrock Rovers (7)       | Evergreen United      | Drumcondra FC         |
| 1954/55 | St Patrick’s Athletic (2) | Waterford FC          | Shamrock Rovers       |
| 1955/56 | St Patrick’s Athletic (3) | Shamrock Rovers       | Waterford FC          |
| 1956/57 | Shamrock Rovers (8)       | Drumcondra FC         | Sligo Rovers          |
| 1957/58 | Drumcondra FC (3)         | Shamrock Rovers       | Evergreen United      |
| 1958/59 | Shamrock Rovers (9)       | Evergreen United      | Waterford FC          |
| 1959/60 | Limerick FC (1)           | Cork Celtic           | Shelbourne FC         |
| 1960/61 | Drumcondra FC (4)         | St Patrick’s Athletic | Waterford FC          |
| 1961/62 | Shelbourne FC (7)         | Cork Celtic           | Shamrock Rovers       |
| 1962/63 | Dundalk FC (2)            | Waterford FC          | Drumcondra FC         |
| 1963/64 | Shamrock Rovers (10)      | Dundalk FC            | Limerick FC           |
| 1964/65 | Drumcondra FC (5)         | Shamrock Rovers       | Bohemians Dublin      |
| 1965/66 | Waterford FC (1)          | Shamrock Rovers       | Bohemians Dublin      |
| 1966/67 | Dundalk FC (3)            | Bohemians Dublin      | Sligo Rovers          |
| 1967/68 | Waterford FC (2)          | Dundalk FC            | Cork Celtic           |
| 1968/69 | Waterford FC (3)          | Shamrock Rovers       | Cork Hibernians       |
| 1969/70 | Waterford FC (4)          | Shamrock Rovers       | Cork Hibernians       |
| 1970/71 | Cork Hibernians (1)       | Shamrock Rovers       | Waterford FC          |
| 1971/72 | Waterford FC (5)          | Cork Hibernians       | Bohemians Dublin      |
| 1972/73 | Waterford FC (6)          | Finn Harps            | Bohemians Dublin      |
| 1973/74 | Cork Celtic (1)           | Bohemians Dublin      | Cork Hibernians       |
| 1974/75 | Bohemians Dublin (6)      | Athlone Town          | Finn Harps            |
| 1975/76 | Dundalk FC (4)            | Finn Harps            | Waterford FC          |
| 1976/77 | Sligo Rovers (2)          | Bohemians Dublin      | Drogheda United       |
| 1977/78 | Bohemians Dublin (7)      | Finn Harps            | Drogheda United       |
| 1978/79 | Dundalk FC (5)            | Bohemians Dublin      | Drogheda United       |
| 1979/80 | Limerick United (2)       | Dundalk FC            | Athlone Town          |
| 1980/81 | Athlone Town (1)          | Dundalk FC            | Limerick United       |
| 1981/82 | Dundalk FC (6)            | Shamrock Rovers       | Bohemians Dublin      |
| 1982/83 | Athlone Town (2)          | Drogheda United       | Dundalk FC            |
| 1983/84 | Shamrock Rovers (11)      | Bohemians Dublin      | Athlone Town          |
| 1984/85 | Shamrock Rovers (12)      | Bohemians Dublin      | Athlone Town          |
| 1985/86 | Shamrock Rovers (13)      | Galway United         | Dundalk FC            |
| 1986/87 | Shamrock Rovers (14)      | Dundalk FC            | Bohemians Dublin      |
| 1987/88 | Dundalk FC (7)            | St Patrick’s Athletic | Bohemians Dublin      |
| 1988/89 | Derry City (1)            | Dundalk FC            | Limerick FC           |
| 1989/90 | St Patrick’s Athletic (4) | Derry City            | Dundalk FC            |
| 1990/91 | Dundalk FC (8)            | Cork City             | St Patrick’s Athletic |
| 1991/92 | Shelbourne FC (8)         | Derry City            | Cork City             |
| 1992/93 | Cork City (1)             | Bohemians Dublin      | Shelbourne FC         |
| 1993/94 | Shamrock Rovers (15)      | Cork City             | Galway United         |
| 1994/95 | Dundalk FC (9)            | Derry City            | Shelbourne FC         |
| 1995/96 | St Patrick’s Athletic (5) | Bohemians Dublin      | Sligo Rovers          |
| 1996/97 | Derry City (2)            | Bohemians Dublin      | Shelbourne FC         |
| 1997/98 | St Patrick’s Athletic (6) | Shelbourne FC         | Cork City             |
| 1998/99 | St Patrick’s Athletic (7) | Cork City             | Shelbourne FC         |
| 1999/00 | Shelbourne FC (9)         | Cork City             | Bohemians Dublin      |
| 2000/01 | Bohemians Dublin (8)      | Shelbourne FC         | Cork City             |
| 2001/02 | Shelbourne FC (10)        | Shamrock Rovers       | St Patrick’s Athletic |
| 2002/03 | Bohemians Dublin (9)      | Shelbourne FC         | Shamrock Rovers       |
| 2003    | Shelbourne FC (11)        | Bohemians Dublin      | Cork City             |
| 2004    | Shelbourne FC (12)        | Cork City             | Bohemians Dublin      |
| 2005    | Cork City (2)             | Derry City            | Shelbourne FC         |
| 2006    | Shelbourne FC (13)        | Derry City            | Drogheda United       |
| 2007    | Drogheda United (1)       | St Patrick’s Athletic | Bohemians Dublin      |
| 2008    | Bohemians Dublin (10)     | St Patrick’s Athletic | Derry City            |
| 2009    | Bohemians Dublin (11)     | Shamrock Rovers       | Cork City             |
| 2010    | Shamrock Rovers (16)      | Bohemians Dublin      | Sligo Rovers          |
| 2011    | Shamrock Rovers (17)      | Sligo Rovers          | Derry City            |
| 2012    | Sligo Rovers (3)          | Drogheda United       | St Patrick’s Athletic |
| 2013    | St Patrick’s Athletic (8) | Dundalk FC            | Sligo Rovers          |
| 2014    | Dundalk FC (10)           | Cork City             | St Patrick’s Athletic |
| 2015    | Dundalk FC (11)           | Cork City             | Shamrock Rovers       |
| 2016    | Dundalk FC (12)           | Cork City             | Derry City            |
| 2017    | Cork City (3)             | Dundalk FC            | Shamrock Rovers       |
| 2018    | Dundalk FC (13)           | Cork City             | Shamrock Rovers       |
| 2019    | Dundalk FC (14)           | Shamrock Rovers       | Bohemians Dublin      |
| 2020    | Shamrock Rovers (18)      | Bohemians Dublin      | Dundalk FC            |
| 2021    | Shamrock Rovers (19)      | St Patrick’s Athletic | Sligo Rovers          |
| 2022    | Shamrock Rovers (20)      | Derry City            | Dundalk FC            |
| 2023    | Shamrock Rovers (21)      | Derry City            | St Patrick’s Athletic |
| 2024    | Shelbourne FC (14)        | Shamrock Rovers       | St Patrick’s Athletic |

## Erfolgreichste Vereine
| Platz | Verein                | Meister | Zweiter | Dritter | Anmerkung              |
| ----- | --------------------- | ------- | ------- | ------- | ---------------------- |
| 1.    | Shamrock Rovers       | 21      | 16      | 15      |                        |
| 2.    | Dundalk FC            | 14      | 12      | 8       |                        |
| 3.    | Shelbourne FC         | 14      | 9       | 12      |                        |
| 4.    | Bohemians Dublin      | 11      | 15      | 15      |                        |
| 5.    | St Patrick’s Athletic | 8       | 5       | 6       |                        |
| 6.    | Waterford FC          | 6       | 4       | 8       |                        |
| 7.    | Drumcondra FC         | 5       | 5       | 4       |                        |
| 8.    | Cork United           | 5       | 0       | 0       |                        |
| 9.    | Cork City             | 3       | 9       | 5       |                        |
| 10.   | Sligo Rovers          | 3       | 3       | 8       |                        |
| 11.   | Derry City            | 2       | 7       | 3       |                        |
| 12.   | Limerick FC           | 2       | 2       | 3       | inkl. Limerick United  |
| 13.   | St. James’s Gate FC   | 2       | 1       | 0       |                        |
| 14.   | Athlone Town          | 2       | 1       | 3       |                        |
| 15.   | Cork Athletic         | 2       | 0       | 0       |                        |
| 16.   | Drogheda United       | 1       | 2       | 4       |                        |
| 17.   | Dolphin FC            | 1       | 1       | 0       |                        |
| 18.   | Cork Hibernians       | 1       | 1       | 3       |                        |
| 19.   | Finn Harps            | 0       | 3       | 1       |                        |
| 20.   | Cork FC               | 0       | 2       | 2       | inkl. Fordsons FC      |
| 21.   | Galway United         | 0       | 1       | 1       |                        |
| 22.   | Cork Celtic           | 0       | 0       | 2       | inkl. Evergreen United |
| 23.   | Jacobs FC             | 0       | 0       | 1       |                        |

## Rekordmeister
In Klammern sind die Zahl der Meisterschaften angegeben, neu hinzukommende Rekordmeister stehen an erster Stelle.
- 1922: St. James’s Gate FC (1)
- 1923: Shamrock Rovers, St. James’s Gate FC (1)
- 1924: Bohemians Dublin, Shamrock Rovers, St. James’s Gate FC (1)
- 1925–1929: Shamrock Rovers (2–3)
- 1930–1931: Bohemians Dublin, Shamrock Rovers (3)
- 1932–1933: Shamrock Rovers (4)
- 1934–1935: Bohemians Dublin, Shamrock Rovers (4)
- 1936–1938: Bohemians Dublin (5)
- 1938–1952: Shamrock Rovers (6)
- 1953: Shelbourne FC, Shamrock Rovers (6)
- seit 1954: Shamrock Rovers (7–21)